# Дан Бен-Амоц
Дан Бен-Амоц (ивр. דן בן אמוץ‎; настоящее имя Мося Теилимзейгер; 1924, Ровно, Польша — 1989, Тель-Авив) — израильский писатель и журналист.

## Биография

### Детство и юность
Дан Бен-Амоц родился в 1923 году в городе Ровно в Польше (ныне Украина). В детстве его звали Мося (Моше) Теилимзайгер. (Эта фамилия переводится с идиша, как «Читатель Псалмов»).
В 1938 году семья послала его в рамках программы молодежной алии в Палестину, где он поселился в молодежной деревне Бен Шемен. Благодаря этому молодой человек уцелел от уничтожения в годы Холокоста. Вся семья Бен-Амоца погибла.
Когда юноша прибыл в Бен Шемен, ему придумали ивритские имя и фамилию: «Моше Симати».
После окончания школы Бен Шемен жил некоторое время в кибуце Дгания Алеф, а после в мошаве Нахалаль в Изреельской долине.

### Военная служба
В 1943 году был призван в британский флот, в рамках участия еврейского ишува в военных действиях Второй мировой войны. После месяца службы в Хайфе, дезертировал и поселился в кибуце Бейт-Кешет в Нижней Галилее. Этот кибуц был первым кибуцем, основанныму солдатами Пальмаха. Здесь он сменил свое имя на новое — Дан Бен-Амоц. Отсюда Бен-Амоц был призван в Пальям, военно-морские силы ишува, которые базировались в Кесарии. Он считал эти годы одними из лучших в своей жизни и завещал похоронить себя в кибуце Сдот-Ям, который находится неподалёку от базы, где он служил.
В ходе службы Дан Бен-Амоц участвовал в операциях, способствующих нелегальной эмиграции евреев в Палестину. В это время вокруг него сформировался круг друзей, в котором он был вдохновителем и мотором всей деятельности. В эту группу входил среди прочих будущий артист Шайке Офир. Члены группы писали и исполняли свои песни, разыгрывали скетчи и маленькие сценки. Люди со всего Израиля съезжались в Кейсарию на праздник «Ночь тринадцатого», который происходил ежемесячно тринадцатого числа. Тем самым отмечали создание «Шайетет 13» — подразделения спецназа военно-морского флота Израиля.
В 1947 году Дан Бен-Амоц был командирован в Европу для организации иммиграции в Израиль евреев, переживших Холокост. Побывав в Праге и в Париже он завел много друзей среди тамошних деятелей литературы и искусства. Затем Дан Бен-Амоц поселился в Марселе, откуда руководил лагерем нелегальных беженцев, расположенным в Бандоле.

### Частная жизнь
Дан Бен-Амоц придавал большое значение сексуальным отношениям, которые он широко обсуждал в своих произведениях.
В 1951 году, проживая в США, он женился на христианке Элен Сент-Шор и привез ее в Израиль. У пары было трое детей, Дор, Ноа и Пико. В 1965 году Бен Амоц и Сент-Шор развелись. Дан Бен-Амоц проявлял по отношению к своей жене насилие, и его друзья помогли ей сбежать со своими детьми в Соединенные Штаты.
Некоторое время спустя Бен-Амоц переехал жить к художнице Батье Аполлон, которая родила ему дочь Наоми. В 1971 году они развелились, и Батья переехала в квартиру, которую ей купил Беном-Амоц, но они остались близкими друзьями.
В июне 1984 года Дан Бен-Амоц был осужден за сексуальные отношения с 12-летней девочкой, его приговорили к четырем месяцам условного тюремного заключения и штрафу в размере 50 000 шекелей
В 1989 году Бен-Амоц обнаружил, что у него рак печени в неизлечимой стадии. Первоначально он хотел устроить прощание с миром в виде праздничного вечера в апреле 1989 года в ночном клубе «Хамам» в Яфо. Он собрал своих друзей, знакомых и, как он выразился, «того, кто дорог его памяти», и руководил прощальной вечеринкой, как он делал в других мероприятиях в «Хамаме». Затем он вылетел в Соединенные Штаты на операцию, которая могла бы улучшить течение его болезни. Однако операция прошла неудачно, и Бен-Амоц вернулся в Израиль частично парализованным. За полтора месяца до его смерти общий друг привел к нему религиозного певца и музыканта Ицхака Фокса, чтобы тот играл у его постели. Батья Аполлон, которая была его второй женой и ухаживала за ним на больничной койке, рассказала в интервью: "Это было нелегко, потому что Дану не нравилось все, что касалось религии… Мы подготовили Ицхака к ожидаемому отказу Дана, Я помню, как он поет очень тихо и очень далеко, как будто откуда-то … Я смотрю на Дана, и я могу прочитать его, и я вижу, что он взволнован, а затем Дан сказал ему: «Давай, пой, громче пой, подойди ближе». Я думала, что в конце он повернул его назад, потому что это посещение и представление были в период перед праздниками, и на этом Йом Кипур Дан постился впервые в своей взрослой жизни. В подсознании он каким-то образом поместил его в это ".
Бен Амоц был похоронен в кибуце Сдот Ям.

## Творчество

### Кино, театр и радио
После Войны за независимость Бен-Амоц некоторое время работал парижским корреспондентом израильских газет. В это время он перевел пьесу для Камерного театра (Камери). В 1950 году он уехал в Соединенные Штаты, в Голливуд, где некоторое время изучал кино, подружился с различными режиссерами и актёрами, в том числе с Марлоном Брандо. Сыграл небольшую роль в фильме «Трамвай „Желание“» (1951), где у Брандо была главная роль.
В начале 1950-х годов Бен-Амоц возвратился в Израиль. Он принимал участие в еженедельном сатирическом радиошоу «Трое в лодке», которое стало очень популярным. В этой программе Бен-Амоц особенно выделялся благодаря серии своих остроумных фельетонов. Лучшие из них были опубликованы в книге «Как что делать?» (ивр. איך לעשות מה — Эйх лаасот ма) (1962), ставшей бестселлером.
Позже Бен-Амоц стал принимать участие в создании израильского кино как сценарист и как актёр. В 1960 году Он сыграл роль Узи, в фильме «Исход». В 1967 году месте с Полом Ньюманом Бен-Амоц писал сценарий «Три дня с ребенком» по рассказу А. Б. Иегошуа. Как гостевой актёр снялся в роли психоаналитика в фильме Ури Зоара «Дырка в Луне» (1965). В 1969 году вместе с Гилой Альмагор и снялся в фильме по собственному сценарию «Осада».
В 1987 году по книге Д. Бен-Амоца «Не наплевать» (ивр. לא שם זין — Ло сам зайн) был снят фильма, который стал очень популярным.
Его книга «Сказки Абу Нимера» стала основой для сольного спектакля арабского актёра и режиссера Бассама Зуамута в Театре «Хан» в Иерусалиме. Спектакль «Маленький Тель-Авив» Хаима Хефера и Дана Бена Амоца впервые был показан в 1959 году, а в последующие десятилетия — в различных постановках.

### Проза, юмор и публицистика
В 1949 году Дан Бен-Амоц перевёл с английского на иврит роман Эрскина Колдуэлла «Tragic Ground». Он также опубликовал несколько рассказов, некоторые из которых были собраны в его первой книге; «Четыре и четыре: истории» (1950).
После возвращения из Соединённых Штатов он писал фельетоны, статьи, юмористические рассказы, в котором он показал, что внимательно относится к тонкостям и возможным путям развития языка иврит, а также с любовью описал своих персонажей, которые выражаются парадоксальным языком и обладают большим чувством юмора. Многие из этих рассказов были опубликованы в книге «Мешок брехни» (ивр. ילקוט הכזבים — Ялькут аКазавим), вышедшей в свет в 1956 году. Эта книга была написана вместе с Хаимом Хефером. Вместе с Хаимом Хефером Дан Бен-Амоц в 1961—1966 годах вел шоу в клубе «Хамам» в Яффо.
Бен-Амоц вел регулярную еженедельную сатирическую колонку под названием «Как дела?» (ивр. מה נשמע — Ма нишма). Избранные статьи из этой колонки были опубликованы отдельной книгой под тем же названием в 1959 году.
В конце 1960-х и начале 1970-х годов Дан Бен-Амоц начал писать романы. В 1968 году вышла книга «Вспомнить и забыть» (ивр. לזכור ולשכוח — Лизкор веЛишкоах). В этом романе присутствуют некоторые автобиографические мотивы. Главный герой — молодой человек, который потерял свою семью в Холокосте. Он попытался, изменив свое имя, сделать из себя другую личность, настоящего урожденного израильтянина . В книге Бен-Амоц поднимает также такие вопросы, как свое европейское прошлое и ответственность немцев за Холокост.
В 1973 году вышел роман «Не наплевать» (ивр. לא שם זין — Ло сам зайн). В этом романе рассказывается о солдате, который был тяжело ранен в бою, и о его усилиях по реабилитации для нормальной жизни. Позже по этой книге был снят художественный фильм.
В 1979 году Бен-Амоц опубликовал книгу «Трахаться — это еще не все» (ивр. זיונים זה לא הכל — Зиюним зе ла аколь), которая стала бестселлером, культовой книгой и словарём современной лексики. В ней объединились случаи из жизни автора, псевдобиографические (по словам Бен-Амоца) истории и множество откровений и мыслей. В этой книге автор распрощался с «голубой мечтой» написать «серьезный» роман. В 1980 году он опубликовал в книге «Женщины, пишущие Дэну Бену Амоцу» избранные места из писем, которые он получил в ответ на публикацию книги «Трахаться — это еще не все» .
Последний свой роман «Попутные траханья» (ивр. זיוניוני הדרך — Зиюниуней аДерех) Дан Бен-Амоц опубликовал в 1981 году.
С начала 1980-х годов Бен-Амоц сосредоточился на работе в газете «Хадашот», где он с первого дня существования этой газеты вел колонку. Дан Бен-Амоц получил здесь абсолютную творческую свободу. Он вмешивался и в редакционную политику, добившись того, чтобы редакционные статьи подписывались их авторами (что не было принято в то время), и чтобы на первой полосе печатался реальный тираж газеты. В последние месяцы своей жизни он почти ежедневно публиковал в газете короткие заметки и рассказы.

### Иврит

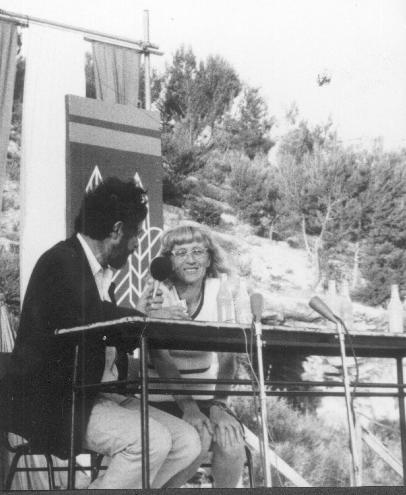
Натива Бен-Иегуда и Дан Бен-Амоц

Дан Бен-Амоц считается одним из пионеров использования иврит, как современного, живого, языка, а не только языка молитв и учения. Он ратовал за «американизацию» иврита, которая, по его мнению, должна была сделать язык более современным и выразительным. Дан Бен-Амоц писал свои статьи и прозу языком, который шокировал многих пуристов того времени своей откровенностью. Естественно, что откровенный язык тянул за собой и откровенные сюжеты. В 1972 году вместе с Нативой Бен-Йегудой он составил «Всемирный словарь ивритского сленга» (ивр. מילון עולמי לעברית מדוברת — Милон олами леИврит медуберет). (Второй том словаря был опубликован в 1982 году). Книга представляла собой изящное сочетание серьезного словаря с юмором. В нем были сочные примеры и иллюстрации, сопровождаемые остроумными надписями, которые придумал Дан Бен-Амоц.

## Публикации

### Романы
1968 — «Вспомнить и забыть» (ивр. לזכור ולשכוח — Лизкор веЛишкоах).
1973 — «Не наплевать» (ивр. לא שם זין — Ло сам зайн)
1979 — «Трахаться — это еще не все» (ивр. זיונים זה לא הכל — Зиюним зе ла аколь)
1980 — «Женщины пишут Д. Б.А.» (ивр. נשים כותבות לד.ב.א — Нашим котвим ле-Д. Б.А.)
1981 — «Попутные траханья» (ивр. זיוניוני הדרך — Зиюниуней аДерех)

### Короткие рассказы
1950 — «Четыре и четыре» (ивр. ארבע וארבע — Арба веАрба)
В 1962 году Дан Бен-Амоц написал полуавтобиографический рассказ «Родительское собрание» (ивр. אסיפת הורים — Асифат горим) о трудностях жизни мальчика — нового иммигранта в израильской школе-интернате в 1930-х годах.
1982 — «Рассказы здесь, рассказы там» (ивр. סיפורים פה סיפורים שם — Сипурим по сипурим шам)

### Пьесы
1975 — «Поймай, сколько сможешь» (ивр. טפוס כמה שאתה יכול — Тфос кама ше ата ехоль)
1980 — «Маленький старый Тель-Авив» (ивр. תל אביב הקטנה: חיזיון — Тель-Авив аКтана: Хизайон)
1980 — «Мыши и люди» (ивр. על עכברים ועל אנשים — Аль ахбарим ваАнашим)

### Киносценарии
1968 — «Осада» (ивр. מצור — Мацор).
Фильм посвящен трудностям, с которыми сталкивается вдова павшего солдата в милитаристском израильском обществе.
1976 — «Три дня и ребенок» (ивр. שלושה יומים וילד — Шлоша ямим веЕлед)

### Переводы
- 1949 רקע טראגי — перевод романа американского писателя Э. Колдуэлла Tragic Ground
- 1954 האיש שבא לארוחת ערב - Человек который пришел на ужин — перевод пьесы Джорджа Кауфмана и Мосса Харта
- רקטה לירח: מחזה בשלוש מערכות, מאת קליפורד אודטס (1960)
- לבלוב האהבה, מאת מוריי שיסגאל (1984)
- עדיף מלפפון על הגבר מפני ש…, מאת מ. ל. ברוקס ואחרים (1985): לקט בדיחות מלפפון עם איורים, נוסח עברי: דנקנר את בן אמוץ בע"מ
- ספר הפלוץ והשכחה, מאת דונלד וורצל (1985). נוסח עברי: דנקנר את בן אמוץ בע"מ

## Прочее
1956 — «Мешок брехни» (ивр. ילקוט הכזבים — Ялькут аКазавим)
1959 — «Как дела?» (ивр. מה נשמע — Ма нишма)
1962 — «Как что делать?» (ивр. איך לעשות מה — Эйх лаасот ма)
1972, 1982 — «Всемирный словарь ивритского сленга» (ивр. מילון עולמי לעברית מדוברת — Милон олами леИврит медуберет) в 2-х томах